# Cnemaspis dringi
Cnemaspis dringi là một loài thằn lằn trong họ Gekkonidae. Loài này được Das & Bauer miêu tả khoa học đầu tiên năm 1998.